# Henri Pussort

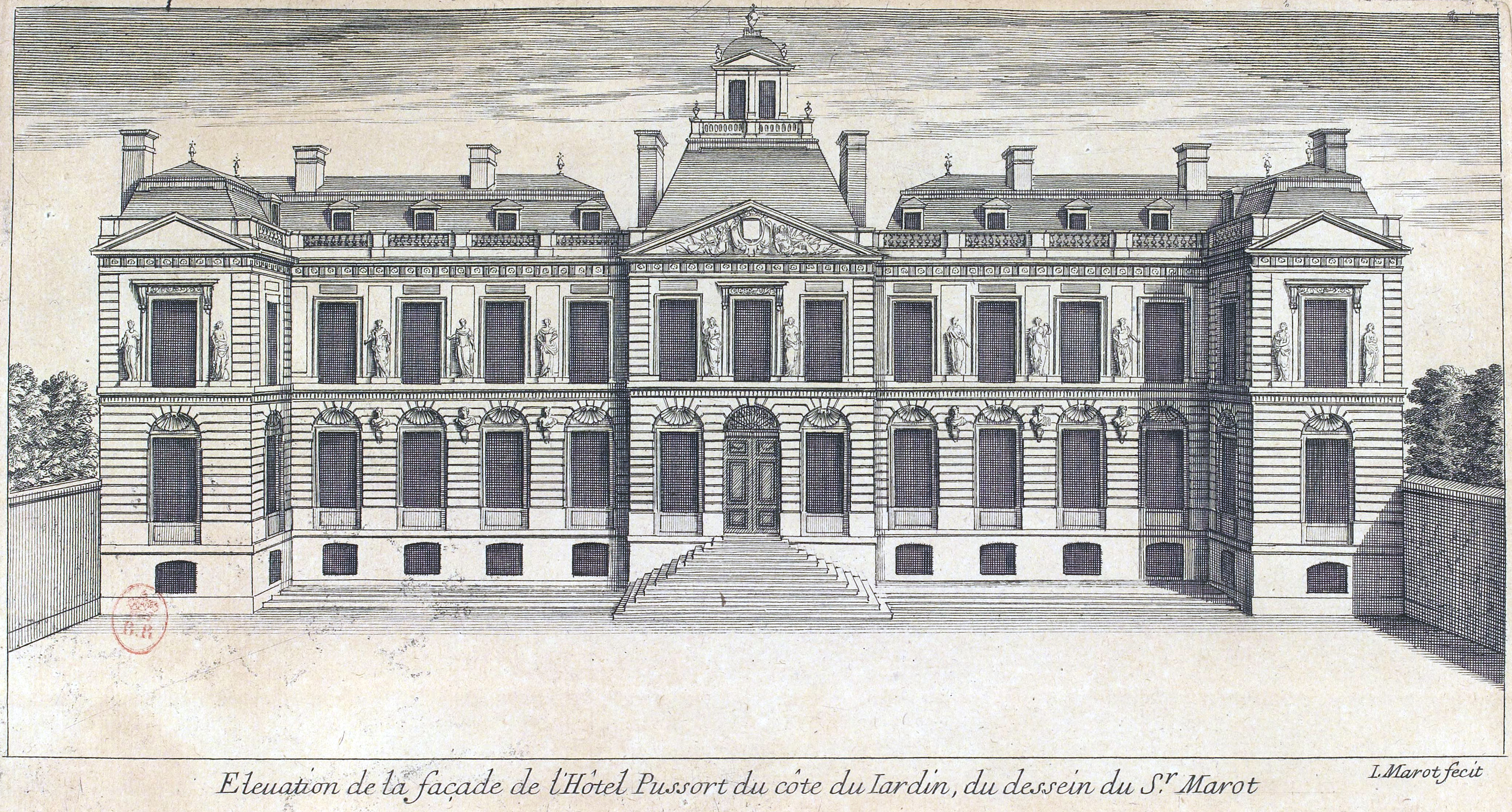
Façade sur jardin de l'Hôtel Pussort, rue Saint-Honoré à Paris gravée par Jean Marot

Henri Pussort (1615 à Reims - 1697 à Paris) est un homme d'état français de l'époque de Louis XIV.

## Biographie
De la famille Colbert, il débute conseiller au présidial de Reims quand son neveu l'appelle à Paris. Conseiller d'état, il en devint le doyen. Il a siégé au Conseil des finances.
Il est célèbre par la dureté de ses réquisitions mais aussi par son rôle de législateur. En tant qu'agent de son neveu Colbert, Henri Pussort contribue en 1664 à la condamnation de leur rival, le surintendant des finances Nicolas Fouquet ; c'est son réquisitoire et son vote pour la peine de mort qui lui valurent cette réputation.
Conseiller d'état, il est l'auteur entre 1667 et 1670 des ordonnances relatives aux procédures civiles et criminelles.
Il se fait construire en 1677 des numéros 211 au 221 de la rue Saint-Honoré, un hôtel particulier connu ensuite sous le nom d'hôtel de Noailles.

## Vue par des contemporains
Saint-Simon le décrit ainsi :
« Fort riche et fort avare, chagrin, difficile, glorieux, avec une mine de chat fâché qui annonçait ce qu'il était, une malignité qui lui était naturelle; parmi tout cela beaucoup de probité, une grande capacité, beaucoup de lumière, extrêmement laborieux (…). Homme sec, d'aucune société, de dur et de difficile accès, un fagot d'épines, sans amusement aucun, qui voulait être maître partout, et qui l'était parce qu'il se faisait craindre, dangereux et insolent et qui fut fort peu regretté ».[réf. nécessaire]
Il est ainsi décrit dans Le Lutrin de Boileau :
Ses griffes, vainement par Pussort accourcies

Se rallongent déjà, toujours d'encres noircies

Et ses ruses, perçant et digues et remparts

Par cent brèches déjà rentrent de toutes parts
— Boileau, Le Lutrin